# Mohamed Sourour
Mohamed Sourour (* 11. März 1940 in Marrakesch; † 22. August 2022 ebenda) war ein marokkanischer Boxer.

## Werdegang
Mohamed Sourour belegte bei den Olympischen Sommerspielen 1968 in Mexiko den neunten Platz im Federgewichtsturnier. Bei den Mittelmeerspielen 1971 in İzmir gewann er Bronze im Leichtgewicht. In München 1972 schied er in seinem Erstrundenkampf des Olympischen Leichtgewichtsturniers gegen den späteren Silbermedaillengewinner László Orbán aus Ungarn aus.